# Tasiocera pernodulosa
Tasiocera pernodulosa är en tvåvingeart som beskrevs av Alexander 1955. Tasiocera pernodulosa ingår i släktet Tasiocera och familjen småharkrankar. Inga underarter finns listade i Catalogue of Life.